# Topmodell leszek!
Az America's Next Top Model (magyar címmel Topmodell leszek!) egy amerikai tehetségkutató valóságshow. Műsorvezetője az egykori Victoria’s Secret-modell, Tyra Banks. A műsor 2003. május 20-án mutatkozott be a UPN-en. A UPN 2006-os felfüggesztésével a hetedik szériát már a jogutód, a The CW adó sugározta. A modellkereső azóta a csatorna legnézettebb műsora. Magyarországon először a Viasat 3 mutatta be 2005. november 13-án.
A játék 10-14 lánnyal indul, akik közül minden epizódban esik ki egy (a 4. szériában két játékost szavazott ki a zsűri). A zsűri főként a fotók alapján dönti el, ki távozzon, de figyelembe veszik a versenyző állóképességét, viselkedését is. A modelljelölteknek minden héten fotózáson kell részt venni, amik nem átlagosan zajlanak. Minden széria végén Tyra, a stáb és a versenyzők elutaznak egy országba, ahol tovább folytatják munkájukat. Az utolsó epizódban kerül sor a divatbemutatóra, amelyen a két finalista vesz részt. A zsűri a látottak alapján választja ki Amerika következő topmodelljét.
Az Amerikában ősszel induló 13. szériára változtattak a jelentkezési feltételeken, míg a korábbi évadokban csak 170 cm feletti lányok jelentkezését fogadták el, ezúttal kifejezetten 170 cm alatt keresik Amerika következő topmodelljét. A 14. évadra ismét helyre áll a rend, 2009 júniusában el is indultak a korai castingok, amelyeken ismét 170 cm feletti lányokat hívtak meg.
A 15-16. évadban a műsor nyereményeit megemelték: a nyertes az amerikai Seventeen magazin helyett immár az olasz Vogue magazinban nyert fotósorozatot, valamint a nyertesnek immár nem a Wilhelmina, hanem az IMG Model Management ajánl szerződést. Vendégzsűritagként is olyan tekintélyes divatmágnások jelentek meg, mint Roberto Cavalli, Zac Posen, Patrick Demarchelier, Karolina Kurkova, Alek Wek, vagy a Vogue Italia főszerkesztője, Franca Sozzani.
A 17. szériára nem új lányokat keresnek, hanem a korábbi szériák legemlékezetesebb karaktereit hozzák vissza egy úgy nevezett "All-Stars" széria kedvéért.
A 18. évadban az amerikaiak a britek ellen versenyeznek.
Majd a 19. évadtól ismét változtatnak, itt már csak kollégista lányokat keresnek.
Ebben a szériában a rajongók szavazhatnak a kedvenceikre minden héten, és ezáltal megmenthetik azokat a kieséstől, majd később egy bizonyos modellt vissza szavazhatnak a versenybe.
Ahhoz, hogy ki esik ki, hozzájárul a zsűri szavazatai is, ami egy bizonyos pontszám, valamint minden epizód elején sor kerül egy kihívásra, amit szintén pontoznak. Ezáltal összejön egy átlagpontszám, és így dől el, hogy ki esik ki, és ki marad a versenyben, nyeri meg.
A 20. évadtól ismét változtatnak. Most már fiúk is jelentkezhetnek a versenyre.
A 21. évadtól szinték lányok a fiúk ellen évad lesz.
Itt feltűnik a hírhedt pigmenthiányos (Vitiligo) Chantelle Winnie Harlow, aki hamar búcsúzik a versenytől, de később a rajongók vissza szavazzák.
A 22. évad ami nemrég kezdődött el ismét "Boys and Girls" címet kapta.
Feltűnik benne Courtney DuPerow aki azután jelentkezett a versenybe miután megnyert egy Online Modell versenyt, ez adta rá neki az ösztönzést.
Valamint benne lesz Nyle Dimarco az első siket versenyző a topmodell leszek történetében, aki jelbeszéddel kommunikál.
A sorozatban megjelenített hirdetések a csatorna legdrágábbjai. A sorozat közben harminc másodperc hirdetés 61000 USD-ba kerül.

## A zsűri
| Név                | Aktivitás               | Aktivitás               | Aktivitás                      |
| Műsorvezető:       | Műsorvezető:            | Műsorvezető:            | Műsorvezető:                   |
| ------------------ | ----------------------- | ----------------------- | ------------------------------ |
| Tyra Banks         | 1-24. évad              | 23. évadban vendég      | 23. évadban vendég             |
| Rita Ora           | 23. évad                | 23. évad                | 23. évad                       |
| Zsűri:             |                         |                         |                                |
| Janice Dickinson   | 1-4. évad               | 5. és 7. évadban vendég | 6. évadban visszatérő szereplő |
| Kimora Lee Simmons | 1. évad                 | 1. évad                 | 1. évad                        |
| Beau Quillian      | 1. évad                 | 14. évadban vendég      | 14. évadban vendég             |
| Nigel Barker       | 2-18. évad              | 24. évadban vendég      | 24. évadban vendég             |
| Eric Nicholson     | 2. évad                 | 2. évad                 | 2. évad                        |
| Nolé Marin         | 3-4. évad               | 12. évadban vendég      | 2. évadban visszatérő szereplő |
| J. Alexander       | 5-13. évad, 21-22. évad | 17-18. évadban vendég   | 17-18. évadban vendég          |
| Twiggy             | 5-9. évad               | 5-9. évad               | 5-9. évad                      |
| Paulina Porizkova  | 10-12. évad             | 10-12. évad             | 10-12. évad                    |
| André Leon Tallay  | 14-17. évad             | 14-17. évad             | 14-17. évad                    |
| Kelly Curtrone     | 18-22. évad             | 18-22. évad             | 18-22. évad                    |
| Rob Evans          | 19-20. évad             | 19-20. évad             | 19-20. évad                    |
| Bryanboy           | 19-20. évad             | 19-20. évad             | 19-20. évad                    |
| Ashley Graham      | 23-24. évad             | 23-24. évad             | 23-24. évad                    |
| Drew Elliott       | 23-24. évad             | 23-24. évad             | 23-24. évad                    |
| Law Roach          | 23-24. évad             | 23-24. évad             | 23-24. évad                    |
| Kreatív igazgató:  |                         |                         |                                |
| Jay Manuel         | 1-18. évad              | 1-18. évad              | 1-18. évad                     |
| Johhny Wujek       | 19-20. évad             | 19-20. évad             | 19-20. évad                    |
| Yu Tsai            | 21-22. évad             | 20. évadban vendég      | 20. évadban vendég             |
| Drew Elliott       | 23-24. évad             | 23-24. évad             | 23-24. évad                    |
| Csapat edző:       |                         |                         |                                |
| J. Alexander       | 1-18. évad, 21-22. évad | 1-18. évad, 21-22. évad | 1-18. évad, 21-22. évad        |
| Stacey McKenzie    | 23-24. évad             | 7. évadban vendég       | 7. évadban vendég              |

## Szériák
| Évadok | Kezdete              | Vége               | Győztes                   | Játékosok | Nemzetközi úticél                 |
| ------ | -------------------- | ------------------ | ------------------------- | --- | --------------------------------- |
| 1.     | 2003. május 20.      | 2003. július 15.   | Adrianne Curry            | Tessa Carlson, Katie Cleary, Nicole Panattoni, Ebony Haith, Giselle Samson, Kesse Wallace, Robynne "Robin" Manning, Elyse Sewell, Shannon Stewart | Párizs, Franciaország             |
| 2.     | 2004. január 13.     | 2004. március 23.  | Yoanna House              | Anna Bradfield, Bethany Harrison, Heather Blumberg, Jenascia Chakos, Xiomara Frans, Catie Anderson, Sara Racey-Tabrizi, Camille McDonald, April Wilkner, Shandi Sullivan, Mercedes Scelba-Shorte                                                        | Milánó, Olaszország               |
| 3.     | 2004. szeptember 22. | 2004. december 15. | Eva Pigford               | Magdalena Rivas, Leah Darrow, Julie Titus, Laura "Kristi" Grommet, Jennipher Frost, Kelle Jacob, Cassie Grisham, Toccara Jones, Nicole Borud, Norelle Van Herk, Ann Markley, Amanda Swafford, Camara "Yaya" Da Costa                                    | Tokió, Japán                      |
| 4.     | 2005. március 2.     | 2005. május 18.    | Naima Mora                | Brita Petersons, Sarah Dankelman, Brandy Rusher, Noelle Staggers, Lluviana "Lluvy" Gomez, Tiffany Richardson, Rebecca Epley, Tatiana Dante, Michelle Deighton, Christina Murphy, Brittany Brower, Keenyah Hill, Kahlen Rondot                           | Fokváros, Dél-afrikai Köztársaság |
| 5.     | 2005. szeptember 21. | 2005. december 7.  | Nicole Linkletter         | Ashley Black, Ebony Taylor, Cassandra Whitehead (önként távozott), Sarah Rhoades, Diane Hernández, Coryn Woitel, Kyle Kavanagh, Lisa D'Amato, Kimberly "Kim" Stolz, Jayla Rubinelli, Brittany "Bre" Scullark, Erika "Nik" Pace                          | London, Nagy-Britannia            |
| 6.     | 2006. március 8.     | 2006. május 17.    | Danielle Evans            | Katherine "Kathy" Hoxit, Wendy Wiltz, Kari Schmidt, Gina Choe, Mollie Sue Steenis-Gondi, Alejandra "Leslie" Mancia, Brooke Staricha, Nnenna Agba, Furonda Brasfield, Sara Albert, Jade Cole, Joan Ann "Joanie" Dodds                                    | Bangkok, Thaiföld                 |
| 7.     | 2006. szeptember 20. | 2006. december 6.  | CariDee English           | Christian Evans, Megan Morris, Monique Calhoun, Megg Morales, Alexandra Jane "A.J." Stewart, Brooke Miller, Anchal Joseph, Jaeda Young, Michelle Babin, Amanda Babin, Eugena Washington, Melissa Rose "Melrose" Bickerstaff                             | Barcelona, Spanyolország          |
| 8.     | 2007. február 28.    | 2007. május 16.    | Jaslene Gonzalez          | Kathleen DuJour, Samantha Francis, Cassandra Watson, Felicia Provost, Diana Zalewski, Sarah VonderHaar, Whitney Cunningham, Jael Strauss, Brittany Hatch, Dionne Waters, Renee Alway, Natalia "Natasha" Galkina                                         | Sydney, Ausztrália                |
| 9.     | 2007. szeptember 19. | 2007. december 12. | Saleisha Stowers          | Lyudmila "Mila" Bouzinova, Kimberly Leemans, Victoria Marshman, Janet Mills, Ebony Morgan (önként távozott), Sarah Hartshorne, Ambreal Williams, Lisa Jackson, Heather Kuzmich, Bianca Golden, Jenah Doucette, Chantal Jones                            | Sanghaj és Peking, Kína           |
| 10.    | 2008. február 20.    | 2008. május 14.    | Whitney Thompson          | Kimberly Rydzewski (önként távozott), Atalya Slater, Allison Kuehn, Amy "Amis" Jenkins, Marvita Washington, Aimee Wright, Claire "Claire-Aimee" Unabia, Stacy-Ann Fequiere, Lauren Utter, Katarzyna Dolińska, Dominique Reighard, Fatima Siad, Anya Kop | Róma, Olaszország                 |
| 11.    | 2008. szeptember 3.  | 2008. november 19. | Brittany "McKey" Sullivan | Brittney "ShaRaun" Brown, Nikeysha Clarke, Brittany Rubalcaba, Hannah White, Isis King, Clark Gilmer, Lauren Brie Harding, Joslyn Pennywell, Sheena Satana, Elina Ivanova, Marjorie Conrad, Analeigh Tipton, Samantha Potter                            | Amszterdam, Hollandia             |
| 12.    | 2009. március 4.     | 2009. május 13.    | Teyona Anderson           | Kelly Marie "Isabella" Falk, Jessica Santiago, Nijah Harris, Kortnie Coles, Sandra Nyanchoka, Tahlia Brookins, Lauren "London" Levi-Nance, Natalie Pack, Felicia "Fo" Porter, Celia Ammerman, Aminat Ayinde, Allison Harvard                            | São Paulo, Brazília               |
| 13.    | 2009. szeptember 9.  | 2009. november 18. | Nicole Fox                | Amber DePace (önként távozott), Lisa Ramos, Rachel Echelberger, Courtney Davies, Lulu Braithwaite, Bianca Richardson, Ashley Howard, Kara Vincent, Ashley "Rae" Weisz, Brittany Markert, Sundai Love, Erin Wagner, Jennifer An, Laura Kirpatrick        | Maui, Hawaii                      |
| 14.    | 2010. március 10.    | 2010. május 12.    | Krista White              | Gabrielle Kniery, Naduah Rugely, Ren Vokes, Simone Lewis, Tatianna Kern, Brenda Arens, Anslee Payne-Franklin, Alasia Ballard, Jessica Serfaty, Alexandra Underwood, Angelea Preston, Raina Hein                                                         | Auckland, Új-Zéland               |
| 15.    | 2010. szeptember 8.  | 2010. december 1.  | Ann Ward                  | Anamaria Mirdita, Terra White, Sara Blackamore, Rhianna Atwood, Alexia "Lexie" Tomchek, Kacey Leggett, Kendal Brown, Esther Petrack, Lyzabeth "Liz" Williams, Christin "Chris" White, Kayla Ferrel, Jane Randall, Chelsey Hersley                       | Velence, Milánó, Olaszország      |
| 16.    | 2011. február 23.    | 2011. május 18.    | Brittani Kline            | Angelia Alvarez, Ondrei Edwards (önként távozott), Nicole Lucas, Dominique Waldrup, Sara Longoria, Dalya Morrow, Monique Weingart, Mikaela Schipani, Jacklyn Poole, Kasia Pilewicz, Alexandria Everett, Hannah Jones, Molly O'Connell                   | Marrákes, Marokkó                 |
| 17.    | 2011. szeptember 14. | 2011. december 7.  | Lisa D'Amato              | Brittany Brower, Sheena Sakai, Isis King, Camille McDonald, Bre Scullark, Kayla Ferrell, Bianca Golden, Alexandria Everett, Shannon Stewart, Dominique Reighard, Laura Kirkpatrick, Angelea Preston, Allison Harvard                                    | Kréta, Görögország                |
| 18.    | 2012. február 29.    | 2012. május 30.    | Sophie Sumner             | Jasmia Robinson, Mariah Watchman, Louise Watts, Candace Smith, Ashley Brown, AzMarie Livingston, Kyle Gober, Seymone Cohen-Fobish, Catherine Thomas, Eboni Davis, Alisha White, Annaliese Dayes                                                         | Torontó , Makaó , Hong Kong,      |
| 19.    | 2012. augusztus 24   | 2012. november 16. | Laura James               | Jessie Rabideau, Maria Tucker, Darian Ellis, Destiny Strudwick, Yvonne Powless, Allyssa Vuelma, Brittany Brown, Victoria Henley, Kristin Kagay, Nastasia Scott, Leila Goldkuhl                                                                          | Ocho Rios,                        |
| 20.    | 2013. augusztus 2.   | 2013. november 15. | Jourdan Miller            | Bianca Alexa, Chris Schellenger, Chlea Ramirez, Mike Scocozza, Kanani Andaluz, Jiana Davis, Phil Sullivan, Alexandra Agro, Don Benjamin, Nina Burns, Jeremy Rohmer, Renee Bhagwandeen, Chris Hernandez, Cory Wade Hindorff                              | Bali,                             |
| 21.    | 2014. augusztus 18.  | 2014. december 5.  | Keith Carlos              | Ivy Timlin, Romeo Tostado, Ben Schreen, Kari Calhoun, Matthew Smith, Denzel Wells, Mirjana Puhar, Raelia Lewis, Chantelle Young, Shei Phan, Lenox Tillman, Adam Smith                                                                                   | Szöul,                            |
| 22.    | 2015. augusztus 5.   | 2015. december 4.  | Nyle DiMarco              | Delanie Dischert, Stefano Churchill, Ava Capra, Ashley Molina, Courtney DuPerow, Bello Sanchez, Justin Kim, Dustin McNeer, Hadassah Richardson, Devin Clark, Mikey Heverly, Lacey Rogers                                                                | Las Vegas,                        |
| 23.    | 2016. december 12.   | 2017. március 8.   | India Gants               | Justine Biticon, Cherish Waters, Giah Hardeman, Krislian Rodriguez, Kyle McCoy, Binta Dibba, Marissa Hopkins, Paige Mobley, Tash Wells, Cody Wells, Courtney Nelson, CoryAnne Roberts                                                                   | None                              |
| 24.    | 2018. január 9.      | 2018. április 10.  | Kyla Coleman              | Maggie Keating, Ivana Thomas, Liz Woodbury, Rhiyan Carreker, Coura Fall, Liberty Netuschil, Christina McDonald, Sandra Shehab, Brendi K Seiner, Erin Green, Rio Summers, Shanice Carroll, Khrystyana Kazakova                                           | None                              |

## Fordítás
- Ez a szócikk részben vagy egészben  az   America's Next Top Model című angol Wikipédia-szócikk ezen változatának fordításán alapul.  Az eredeti cikk szerkesztőit annak laptörténete sorolja fel. Ez a jelzés csupán a megfogalmazás eredetét és a szerzői jogokat jelzi, nem szolgál a cikkben szereplő információk forrásmegjelöléseként.

## Külső hivatkozások
- Topmodell leszek! az Internet Movie Database-ben (angolul)
- Topmodell leszek! a Box Office Mojón (angolul)
- Magyar topmodell oldal Archiválva 2011. február 5-i dátummal a Wayback Machine-ben
- Topmodell leszek! – Port.hu
- ANTM hivatalos oldal